# 1501 год в науке
В 1501 году произошли различные научные и технологические события, некоторые из которых представлены ниже.

## Географические открытия
- 1 ноября — Америго Веспуччи открыл и назвал бухту Тодуз-ус-Сантус в Бразилии.[1]
- Родриго де Бастидас стал первым европейцем, исследовавшим Панамский перешеек.[2]

## Родились
- 17 января — Леонарт Фукс, один из «отцов» современной ботаники.
- 23 марта — Пьетро Андреа Грегорио Маттиоли, итальянский ботаник и врач, именем которого назван род цветковых растений Matthiola (Левкой).
- 24 сентября — Джероламо Кардано, итальянский математик, инженер, философ, медик и астролог. В его честь названы открытые Сципионом дель Ферро формулы решения кубического уравнения (Кардано был их первым публикатором), карданов подвес и карданный вал.
- Гарсия де Орта, португальский врач и фармаколог, один из основоположников тропической медицины.

## Скончались
- Корте Реал, Гашпар португальский мореплаватель.